# Всички кучета отиват в Рая
„Всички кучета отиват в Рая“ (на английски: All Dogs to Heaven) е ирландско/американски анимационен филм от 1989 година, създаден от киностудията United Artists. Световната му премиера е на 17 ноември 1989 г. Представлява фантастична комедия и мюзикъл. Действието се развива в 1939 година в Ню Орлиънс.
Джудит Барси, 10-годишната актриса, която озвучава Ан-Мари във филма умира малко преди премиерата – застреляна е заедно с майка си от баща си, който след това се самоубива.

## „Всички кучета отиват в Рая“ в България
На 1 януари 1996 г. филмът е издаден на VHS от Мулти Видео Център с български дублаж. Екипът се състои от:
| Превод             | Ирина Димитрова                                            |
| Тонрежисьор        | Добромир Чочов                                             |
| Озвучаващи артисти | Адриана Андреева Ива Апостолова Сава Пиперов Силви Стоицов |